# خولیو رودریگز (بازیکن فوتبال، زاده ۱۹۸۴)
خولیو رودریگز (انگلیسی: Julio Rodríguez؛ زادهٔ ۱۸ آوریل ۱۹۸۴) بازیکن فوتبال اهل اسپانیا است.
از باشگاه‌هایی که در آن بازی کرده‌است می‌توان به باشگاه فوتبال لگانس اشاره کرد.